# Kerstin Fälldin
Kerstin Margareta Fälldin, ogift Eriksson, född 15 december 1954 i Tuna församling i Västernorrlands län, är en svensk socialarbetare och författare.
Uppvuxen i Tuna, Matfors, i Medelpad har hon genomgått socionomutbildning. Hon har verkat vid Överförmyndarnämnden i Stockholm, där hon arbetat med frågor om godmanskap och förvaltarskap. Hon är författare till God man eller förvaltare – en praktisk handbok (1996), som 2012 kom i en sjätte reviderad upplaga, och Ensamkommande barn och ungdomar – en praktisk handbok om flyktingbarn (2010).
Kerstin Fälldin är sedan 1980 gift med Christer Fälldin (född 1954), son till Thorbjörn Fälldins kusin Holger Fälldin. Tillsammans har de dottern Helena Fälldin (född 1975).